# 730
730 (DCCXXX) var ett normalår som började en söndag i den julianska kalendern.

## Händelser

### Okänt datum
- Den bysantinske kejsaren Leo III beordrar att alla ikoner ska förstöras.
- Mahinda I tillträder tronen på Sri Lanka.

## Födda
- Jia Dan, kinesisk general, geograf och kartograf.
- Tarasius av Konstantinopel, patriark av Konstantinopel.
- Zhang Xiaozhong, kinesisk general.

## Avlidna
- Selbach mac Ferchair, kung av Cenél Loairn och kung av Dalriada.
- Zhang Yue, kinesisk kansler.